# A Pastoriza

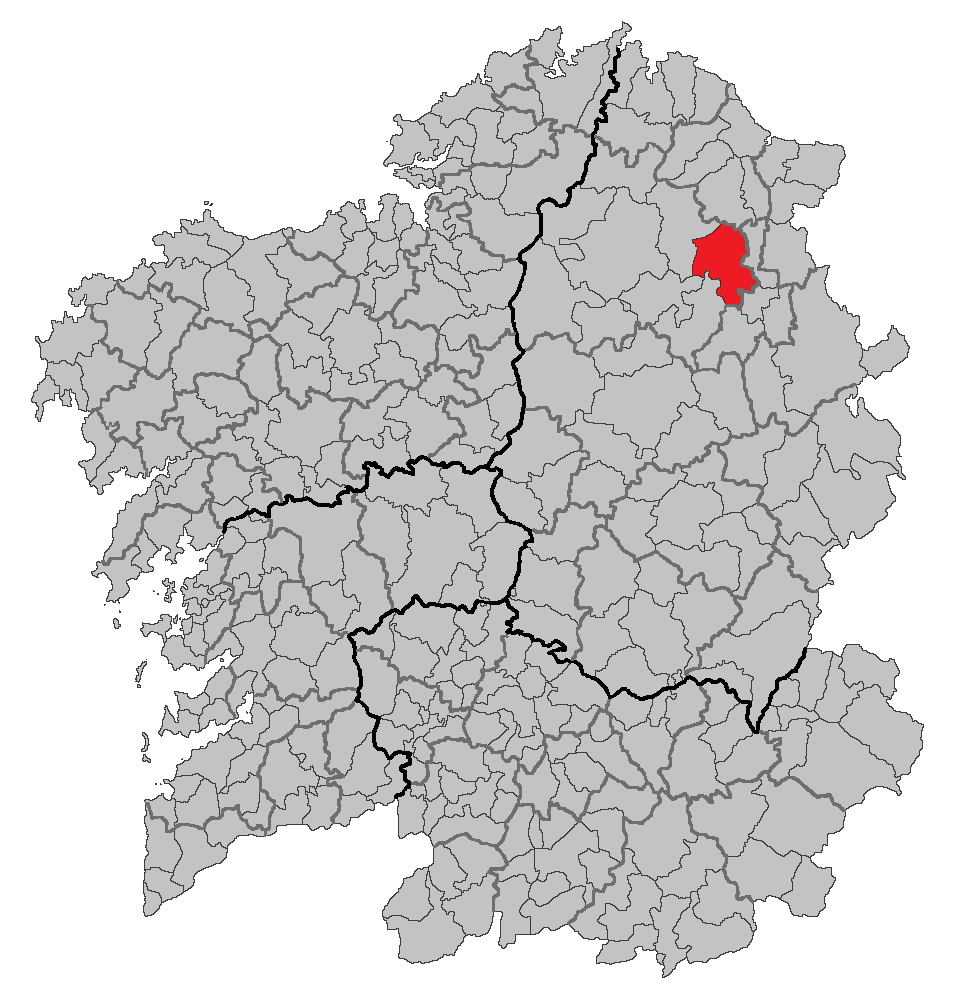
A Pastoriza, Lugo, Galizia

A Pastoriza è un comune spagnolo di 3 959 abitanti, secondo il censimento del 2003, situato nella comunità autonoma della Galizia.